# Saint-Romain-au-Mont-d’Or
Saint-Romain-au-Mont-d’Or település Franciaországban, Métropole de Lyon különleges státuszú nagyvárosban (métropole: nagyjából „megyei jogú város”). Lakosainak száma 1241 fő (2022. január 1.). Saint-Romain-au-Mont-d’Or Couzon-au-Mont-d’Or, Collonges-au-Mont-d'Or, Rochetaillée-sur-Saône és Saint-Cyr-au-Mont-d’Or községekkel határos.

## Népesség
A település népessége az elmúlt években az alábbi módon változott:
| Lakosok száma | 1102 | 1189 | 1259 | 1211 | 1221 | 1228 | 1235 | 1238 | 1241 |
|               | 2013 | 2015 | 2016 | 2017 | 2018 | 2019 | 2020 | 2021 | 2022 |